# Wright Solar
Wright Solar — одноэтажный автобус, выпускаемый производителем автобусов из Северной Ирландии Wrightbus с 2000 по 2011 год.

## История

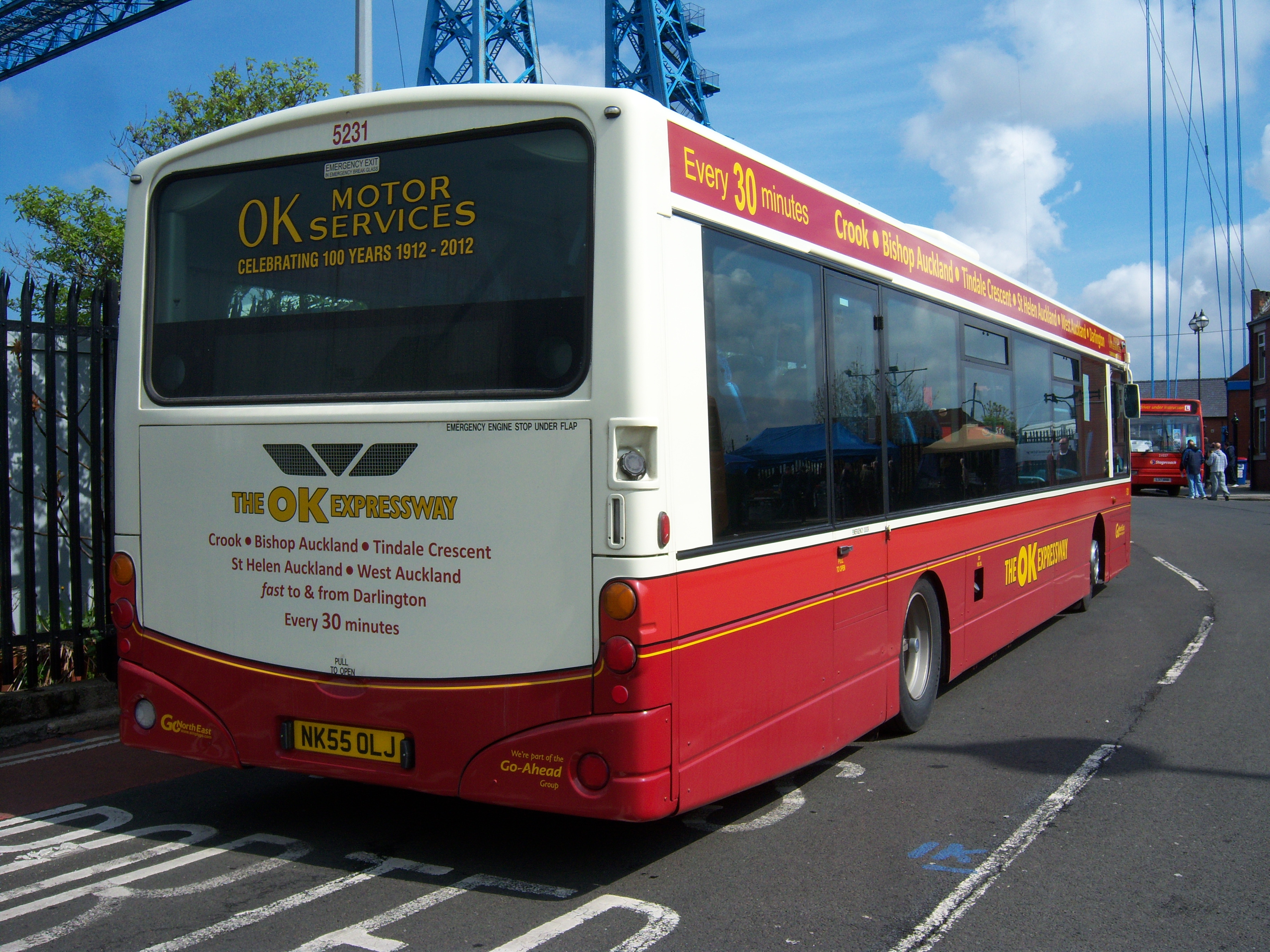
Wright Solar на шасси Scania L94UB

Впервые автобус Wright Solar был представлен в 2000 году. Конструкция та же, что и у автобусов Wright Pulsar и Wright Eclipse. Отличия заключаются в маршрутоуказателе и стеклянной оправе.
В 2008 году был произведён вариант Wright Solar Rural в Северной Ирландии.
Всего было произведено 671 экземпляр.